# 승과
승과(僧科) 또는 승과제도(僧科制度)는 고려 때 승려를 대상으로 한 과거제이다.  승과제도(僧科制度)는 승려의 선발을 국가에서 실시하는 시험제도로서 고려시대부터 시작되어 조선시대 중엽까지 계속되었다. 조선 때는 억불책(抑佛策)으로 승려 시험도 엄격히 하였다.
승과제도는 광종(光宗) 때 과거제 실시와 동시에 생겨났고, 선종(宣宗) 이후로는 3년마다 시행했다. 여기에는 교종(敎宗)의 교종선(敎宗選)과, 선종의 선종선(禪宗選)의 양파로 나뉘어 전자는 개경 삼륜사(三輪寺)에서, 후자는 개경 광명사(廣明寺)에서 실시하였다.
합격한 자는 다 같이 대선(大選) · 대덕(大德) · 대사(大師) · 중대사(重大師) · 삼중대사(三重大師)의 법계를 따라 승진하였고, 그 다음은 선 · 교에 따라 분리되어 선종의 승려는 선사(禪師) · 대선사(大禪師)의 호를, 교종의 승려는 수좌(首座) · 승통(僧統)의 호를 받았다. 승통과 대선사의 위에는 왕사(王師)와 국사(國師)가 있어서 승려로서 받을 수 있는 최고의 영예로 생각했다.

## 기원
승려의 선발제도로서는 국가적인 승과제도에 앞서 해회(海會)라는 것이 태조(太祖: 재위 918~943) 4년(921)에 있었으나, 국가적인 제도로서 승과가 실시된 것은 4대 광종(光宗: 재위 949~975) 이후이다. 확실한 명문은 없으나 광종 10년(958) 이후로 보는 것이 옳을 것이다. 즉, 광종 10년에 국가에서 관리의 등용문(登用門)으로 과거제도를 실시하였는데, 이때 일반 과거법을 따라서 승려도 선발 · 등용하고자 승과(僧科)를 실시하였다고 볼 수 있다.

## 종선과 대선
승과에는 종선(宗選)과 대선(大選)의 구별이 있었다. 종선은 총림선(叢林選)이라고도 하였으며, 각 종파 내에서 실시하는 것으로 여기에 합격하면 대선에 응시하게 된다. 대선은 국가에서 행하는 것으로 선종대선(禪宗大選)과 교종대선(敎宗大選)의 구별이 있다. 선종대선은 주로 광명사(廣明寺)에서 선종(禪宗)의 승려에게 실시하였고, 교종대선은 왕륜사(王輪寺)에서 교종(敎宗)의 승려에게 시행하였다.

## 법계
선이나 교나 다 같이 대선(大選)에 합격하면 대선(大選)이라는 초급법계(初給法階)를 주어 차례로 승진하게 하였다. 선종법계는 대선(大選) · 대덕(大德) · 대사(大師) · 중대사(重大師) · 삼중대사(三重大師) · 선사(禪師) · 대선사(大禪師)의 차등이 있었고, 교종법계는 대선 · 대덕(大德) · 대사(大師) · 중대사(重大師) · 삼중대사(三重大師) · 수좌(首座) · 승통(僧統)의 차례였다.  이와 같은 법계를 밟아 올라가서 각종(各宗) 모두 삼중대사 이상, 즉 선종은 선사 · 대선사, 교종은 수좌 · 승통의 법계에 이르면 왕사(王師)와 국사(國師)로 받들어지게 되었다.

## 같이 보기
- 승관 제도
- 과거 제도
- 고려의 과거 제도
- 조선의 과거 제도

## 참고 문헌
- 이 문서에는 다음커뮤니케이션(현 카카오)에서 GFDL 또는 CC-SA 라이선스로 배포한 글로벌 세계대백과사전의 내용을 기초로 작성된 글이 포함되어 있습니다.